# Адрос (станция оптико-электронного подавления)
«Адрос» КТ-01 АВЭ — станция оптико-электронного подавления (СОЭП) украинского производства. Разработана НПФ «Адрон» и выпускается НПК «Прогресс» с 2005 года. Станция предназначена для активной защиты вертолётов от управляемых ракет с инфракрасными головками самонаведения различных видов. По заявлению разработчиков станция позволяет предотвращать захват защищаемой цели от таких ракет, как «Стингер», «Игла», Р-60, Р-73, «Сайдуиндер» и других.

## История создания
Шпионские скандалы
16 ноября 2009 года Володарский районный суд города Брянска признал генерального директора фирмы «Адрон» виновным в контрабанде и назначил наказание в виде пяти месяцев лишения свободы с отбыванием наказания в колонии общего режима. Директор фирмы был задержан при таможенном досмотре поезда «Москва — Кишинёв» 12 июня 2009 года при попытке незаконно вывезти на Украину техническую документацию и опытный образец инфракрасной лампы, которая является основным элементом российских комплексов противодействия ПЗРК.
13 мая 2011 года разгорелся шпионский скандал между Украиной и Чехией. Был задержан сотрудник государственного предприятия «Завод 410 гражданской авиации», который на протяжении длительного времени передавал секретную информацию атташе по вопросам обороны Посольства Чешской Республики полковнику Зденеку Кубичеку. Во время контактов с этим гражданином атташе за денежное вознаграждение получал материалы относительно перспектив деятельности завода «Южмаш», программ по разработке самолётов Ан-70 и Ан-178, а также документацию относительно системы «Адрос».
За совершение данного преступления СБУ возбудила уголовное дело по ч. 2 ст. 330 Уголовного кодекса Украины (передача или сбор сведений, которые составляют конфиденциальную информацию, которая является собственностью государства, совершенные из корыстных мотивов).

## Описание конструкции
«Адрос» способна противодействовать инфракрасным головкам самонаведения с амплитудно-фазовой, частотно-фазовой, времяимпульсной модуляцией и повышенной помехозащищённостью. При этом не требуется значительное превышение сигнала помехи над сигналом от цели. Работа станции основана на новом способе оптико-электронного подавления и особой конструкции модулятора с электронным управлением на основе микроконтроллеров.
«Адрос» не требует информации о типе и частоте работы инфракрасной головки самонаведения ракеты, а также наличия системы обнаружения пусков ракет. Для достижения максимальной эффективности защиты вертолёта станция «Адрос» применяется совместно с экранновыхлопными устройствами, которые позволяют значительно снизить инфракрасную заметность вертолёта.
Станция предназначена для установки на вертолёты Ми-24, Ми-8, Ми-17 всех модификаций. После доработки размещение станции «Адрос» возможно также на других типах вертолётов.
Аналогичная американская станция ANQ-12 при массе в 350 кг стоит $1 млн, в то время как украинское изделие гораздо дешевле и легче, имеет более простую конструкцию и высокую надёжность.

### Преимущества
- Вероятность срыва атаки ракеты ПЗРК при использовании станции составляет 0,7—0,8, в то время как у других систем не превышает 0,5.[источник не указан 3982 дня]
- Намного легче и дешевле, чем западные аналоги.

### Недостатки
- Для эффективной защиты требует применения ЭВУ (экранно-выхлопных устройств), что увеличивает воздушное сопротивление и снижает ттх вертолёта.
- Спорная эффективность при обстреле вертолёта в заднюю полусферу.

## Тактико-технические характеристики
- Вероятность срыва атаки вертолёта ПЗРК типа «Стингер»: 0,7—0,8
- Время полного срыва захвата ПЗРК типа «Стингер»: 0,5—0,8 с.
- Станция обеспечивает одновременное противодействие ракетам с инфракрасными головками самонаведения различных типов (с амплитудно-фазовой, частотно-фазовой, времяимпульсной модуляцией) без перенастройки.
- Масса, не более: 27 кг.

## На вооружении
- Украина — в январе 2012 года при участии французской компании «SAGEM D.S.» для вооружённых сил Украины был изготовлен модернизированный боевой вертолёт Ми-24ПУ1[6]; в мае 2014 года началось оснащение армейских вертолётов Ми-24 комплексами «Адрос»[7]; всего в 2014 году для вооружённых сил Украины были закуплены 12 шт. СОЭП «Адрос»[8]
- Азербайджан — 19 станций, по состоянию на 2006 год[9]
- Грузия
- Польша — в 2005 году куплены 15 станций общей стоимостью $4 млн[2] (устанавливаются на Ми-17-1В[10] и W-3PL Głuszec)
- Чехия[11]
- Венгрия[12]
- Китай
- Судан